# Гишар, Жоффруа
Жоффруа́ Мари́ Флёри́ Гиша́р (фр. Geoffroy Marie Fleury Guichard; 1867—1940) — французский предприниматель, основатель одной из крупнейших розничных сетей Франции Casino и футбольного клуба «Сент-Этьен».

## Предыстория
В 1860 году некий г-н Брешо открывает в Сент-Этьене на рю де Жарден (фр. rue des Jardins), в помещении закрытого «за разврат» казино бакалейную лавку. Лавка по старой памяти продолжает именоваться казино. Позднее Брешо уступает лавку одному из своих сотрудников Жану-Клоду Перрашону, а тот в свою очередь — своему племяннику Полю Перрашону.
Почти одновременно с этим, в 1865 году, в деревеньке Фёр в 40 километрах от Сент-Этьена, Жан-Мари «Мариус» Гишар и Катрин Мартен (родители Жоффруа Гишара) также открывают бакалейную лавку, превратившуюся со временем в оптовый склад.

## Биография
В 1880-х годах Жоффруа Гишар бросает учёбу и начинает помогать своему отцу работать в лавке. В 1889 году он женится на Антонии Перолин Перрашон и вместе с ней работает в лавке её двоюродного брата Поля Перрашона. В 1892 году Гишар становится партнёром Поля Перрашона — создаётся фирма Гишар-Перрашон, преобразованная в 1898 году в Casino. В том же году фирма открывает свой первый филиал в соседнем городке Вош. К 1901 году у фирмы уже 50 магазинов, в том же году фирма одной из первых во Франции создаёт собственную частную торговую марку Casino, под которой первоначально распространяет растительное масло, горчицу, бакалею и предметы гигиены. С 1906 года компания запускает собственные производственные мощности.
Жоффруа Гишар заботится о сотрудниках своих предприятий: в 1904 году им создаётся страховая касса, в 1905 — касса взаимопомощи, в 1910 — компания, которая строит и сдаёт внаём недорогие квартиры для рабочих.
В 1920 году он создаёт «Спортивную ассоциацию Казино», которая позднее превратится в футбольный клуб «Сент-Этьен». Имя Жоффруа Гишара носит сегодня футбольная арена города, домашний стадион для созданного им клуба.
5 ноября 1923 года Жоффруа Гишар становится офицером ордена Почётного легиона.
В 1929 году в возрасте 63 лет Жоффруа Гишар уходит со всех постов и оставляет дело своим детям. На момент его ухода группа Casino насчитывает около 2000 сотрудников, 20 производственных площадок, 9 складов, 998 филиалов и 505 франчайзи.
Жоффруа Гишар умер в 1940 году в Париже и похоронен в своём родном городке Фёр.